# Inglehart–Welzelova svjetska karta vrijednosti
Kulturna karta svijeta Inglehart – Welzel  je dijagram raspršenja koju su stvorili politolozi Ronald Inglehart i Christian Welzel na temelju Ankete o svjetskim vrijednostima. Prikazuje usko povezane kulturne vrijednosti koje se među društvima razlikuju u dvije dominantne dimenzije: tradicionalne naspram sekularno-racionalnih vrijednosti na vertikalnoj osi y i vrijednosti preživljavanja naspram vrijednosti samoizražavanja na vodoravnoj osi x. Pomicanje prema gore na ovoj karti odražava pomak s tradicionalnih vrijednosti na sekularno-racionalne, a pomicanje prema desno odražava pomak s vrijednosti preživljavanja na vrijednosti samoizražavanja.
Prema autorima: "Ove dvije dimenzije objašnjavaju više od 70 posto transnacionalne varijance u faktorskoj analizi deset pokazatelja - a svaka od tih dimenzija snažno je povezana s rezultatima drugih važnih usmjerenja."
Autori naglašavaju da socio-ekonomski status nije jedini čimbenik koji određuje položaj neke države, jer je njihovo vjersko i kulturno povijesno naslijeđe također važan čimbenik.

## Vrijednosti
Analiza podataka Svjetske ankete vrijednosti Ingleharta i Welzela tvrdi da postoje dvije glavne dimenzije međukulturalnih varijacija u svijetu:
1. os x: Vrijednosti preživljavanja naspram vrijednosti samoizražavanja
2. os y: tradicionalne vrijednosti naspram sekularno-racionalne vrijednosti.[3]

Karta nije zemljopisna karta, već je grafikon na kojem su zemlje pozicionirane na temelju njihovih ocjena za dvije vrijednosti mapirane na osi x (vrijednosti preživljavanja u odnosu na vrijednosti samoizražavanja) i osi y (tradicionalne vrijednosti u odnosu na sekularno-racionalne vrijednosti). Karta pokazuje gdje se nalaze društva u ove dvije dimenzije. Skupine zemalja odražavaju njihove zajedničke vrijednosti, a ne geografsku bliskost.
Tradicionalne vrijednosti ističu važnost religije, veza roditelja i djeteta, poštovanje autoriteta, apsolutnih standarda i tradicionalnih obiteljskih vrijednosti. Ljudi koji prihvaćaju ove vrijednosti također odbacuju razvod, pobačaj, eutanaziju i samoubojstvo. Društva koja prihvaćaju ove vrijednosti imaju visoku razinu nacionalnog ponosa i nacionalistička gledišta.
Svjetovno-racionalne vrijednosti imaju suprotne preferencije od tradicionalnih vrijednosti. Društva koja prihvaćaju ove vrijednosti manje naglašavaju religiju, tradicionalne obiteljske vrijednosti i autoritet. Razvod, pobačaj, eutanazija i samoubojstvo smatraju se relativno prihvatljivim.
Prelazak s tradicionalnih na sekularno-racionalne vrijednosti Engelbrekt i Nygren opisali su kao "u osnovi zamjenu religije i praznovjerja sa znanošću i birokracijom".
Vrijednosti preživljavanja stavljaju naglasak na ekonomsku i fizičku sigurnost. Povezani su s relativno etnocentričnim pogledima i niskom razinom povjerenja i tolerancije.
Vrijednosti samoizražavanja daju visoki prioritet subjektivnoj dobrobiti, samoizražavanju i kvaliteti života. Neke vrijednosti, češće u društvima koja prihvaćaju te vrijednosti, uključuju zaštitu okoliša, rastuću toleranciju prema strancima, homoseksualcima i lezbijkama i rodnu ravnopravnost, sve veće zahtjeve za sudjelovanjem u odlučivanju u ekonomskom i političkom životu (autonomija i sloboda od središnje vlasti), međuljudsko povjerenje, politička umjerenost i pomak u vrijednostima odgoja djece s naglaska na marljivom radu prema mašti i toleranciji.
Prijelaz s vrijednosti preživljavanja na vrijednosti samoizražavanja također predstavlja prijelaz iz industrijskog u postindustrijsko društvo, kao i prihvaćanje demokratskih vrijednosti.

## Klasteri
Inačica karte iz 2017. imala je zemlje podijeljene u devet klastera: englesko govorno područje, Latinska Amerika, Katolička Europa, Protestantska Europa, Afričko-islamska skupina, Baltička skupina, Južnoazijska skupina, Pravoslavna skupina te Konfucijanska skupina. U prethodnim istraživanjima afričko-islamski klaster bio je podijeljen na dva dijela (afrički i islamski), a baltičke države nisu imale svoj klaster.
Drugi predloženi način grupiranja društava je kroz materijalno bogatstvo, gdje su siromašnija društva na dnu obje osi, a bogatija na vrhu.

## Analiza pojedinih zemalja
Od zemalja zapadnog svijeta, Sjedinjene Države su među najkonzervativnijim (kao jedna od najlošije smještenih zemalja), zajedno s visoko konzervativnim katoličkim zemljama poput Irske i Poljske. Simoni zaključuje da se "po tradicionalnoj / sekularnoj dimenziji Sjedinjene Države nalaze daleko ispod ostalih bogatih društava, s razinama religioznosti i nacionalnog ponosa usporedivim s onima koje imaju neka društva u razvoju."
Azijska su društva raspodijeljena u tradicionalnoj / svjetovnoj dimenziji u dva skupa, s više sekularnih konfucijanskih društava na vrhu, a više tradicionalnih južnoazijskih društava u središtu karte.
Rusija je među zemljama s najviše orijentacije prema preživljavanju, a s druge strane, Švedska se nalazi na najvišem mjestu na ljestvici samoizražavanja.
Također je utvrđeno da se osnovne kulturne vrijednosti većinom primjenjuju na nacionalnim linijama, s tim da su prekogranične mješavine relativno rijetke. To vrijedi čak i među zemljama sa zajedničkom kulturnom poviješću. Uz to, čak se ni kulturni skupovi zemalja ne miješaju puno preko granica. To sugerira da su nacije kulturno značajne jedinice.

## Povijest
Karta se redovito ažurira i mijenja, zajedno s novim valovima podataka iz Svjetske ankete o vrijednostima. Različite verzije dostupne su na web mjestu Svjetske ankete o vrijednostima.
Ranu verziju karte objavio je Ronald Inglehart 1997. godine s dimenzijama nazvanim "Tradicionalno vs. Sekularno-racionalna vlast "i" Preživljavanje vs. Dobrobit ".
Inglehart i Welzel revidirali su ovu kartu 2005. godine i dimenzije imenovali "Tradicionalni vs. Sekularno-racionalne vrijednosti "i" Preživljavanje vs. Vrijednosti samoizražavanja ". Ova se karta i njena različita ažuriranja obično nazivaju kulturnom kartom Inglehart-Welzel.
Welzel je 2013. objavio sasvim drugačiju mapu s dvije usko povezane dimenzije nazvane "Emancipativne vrijednosti" i "Svjetovne vrijednosti", gdje Emancipativne vrijednosti predstavljaju glavnu varijablu koja stoji iza njegove teorije ljudskog osnaživanja.
Ostale kulturne karte objavili su Shalom Schwartz, Michael Minkov,  i Stankov i suradnici.

## Prihvaćanje
Kulturna karta općenito je dobro prihvaćena i često ju se navodi ili se na nju poziva. Ipak, dva su britanska znanstvenika dovela u pitanje koje su mjere kulture najadekvatnije i jesu li izmjerene promjene tijekom vremena stvarne, a dvojica malezijskih znanstvenika istaknula su
da se istočnoazijski stavovi i vrijednosti ne odražavaju na odgovarajući način.
Kasniji izračuni pokazuju da su podaci podijeljeni na dva čimbenika ili dimenzije slabo obrazloženi i da bi rješenje s jednim faktorom moglo biti prikladno. Welzel je predložio da se dvije dimenzije mogu kombinirati u zajedničkom okviru ljudskog osnaživanja. Slično tome, Inglehart otkriva da jedan faktor koji kombinira kulturne vrijednosti prilično dobro odražava modernizaciju.
Meta-analiza studija kulturnih razlika otkriva da su mnoga druga istraživanja kulturnih razlika rezultirala sličnim čimbenicima, ali da su se rotirala drugačije. Uobičajena praksa rotacije faktora prikrivala je sličnost između različitih studija s različitim usmjerenjima osi na kulturnim kartama. Nerotirano rješenje ima najjači faktor ili dimenziju koja odgovara crti od donjeg lijevog do gornjeg desnog dijela Inglehartove i Welzelove karte, kombinirajući dvije dimenzije. Ova kombinirana dimenzija može se protumačiti kao razvoj ili modernizacija. Kombinira puno ekonomskih, tehnoloških, institucionalnih i psiholoških varijabli koje su međusobno u snažnoj korelaciji. Nerotirani drugi faktor ili dimenzija odgovara vertikalnoj crti na Inglehartovoj i Welzelovoj karti, odražavajući posebne kulturne vrijednosti istočnoazijskih kultura.